# Maine-de-Boixe
Maine-de-Boixe – miejscowość i gmina we Francji, w regionie Nowa Akwitania, w departamencie Charente.
Według danych na rok 1990 gminę zamieszkiwało 375 osób, a gęstość zaludnienia wynosiła 40 osób/km² (wśród 1467 gmin regionu Poitou-Charentes Maine-de-Boixe plasuje się na 648. miejscu pod względem liczby ludności, natomiast pod względem powierzchni na miejscu 863.).